# Jesper Skibby
Jesper Skibby (Silkeborg, 21 de març de 1964) va ser un ciclista danès, que fou professional entre 1986 i 2000, durant els quals aconseguí una 24 victòries. Destaquen les etapes aconseguides a les tres grans voltes: tres a la Volta a Espanya, una al Tour de França i una al Giro d'Itàlia; i la general de la Volta als Països Baixos.
El novembre de 2006 publicà la seva autobiografia, Skibby- forstaa mig ret (Skibby, entén-me bé), en què confessava haver-se dopat durant més de 10 anys, emprant esteroides, hormones de creixement, testosterona, i EPO.
És fill del també ciclista Willy Skibby.

## Palmarès
- 1987
  - Vencedor d'una etapa a la Volta a Dinamarca
- 1988
  - Vencedor d'una etapa a la Volta a Dinamarca
- 1989
  - Vencedor d'una etapa al Giro d'Itàlia
- 1990
  - Vencedor de 2 etapes del Tour de la Comunitat Europea
- 1991
  - Vencedor de 2 etapes a la Volta a Espanya
  - Vencedor d'una etapa a la Tirrena-Adriàtica
- 1993
  - Vencedor d'una etapa al Tour de França
  - Vencedor d'una etapa a la Volta als Països Baixos
- 1994
  - 1r a la Volta als Països Baixos i vencedor d'una etapa
  - Vencedor de 2 etapes a la Volta a Astúries
  - Vencedor d'una etapa a la Tirrena-Adriàtica
- 1995
  - Vencedor de 2 etapes a la Volta a Dinamarca
  - Vencedor d'una etapa a la Volta a Espanya
- 1996
  - Vencedor d'una etapa a la Volta a Dinamarca
- 1998
  - 1r a l'Omloop der Vlaamse Ardennen - Ichtegem
- 1999
  - 1r al Circuit de Getxo
  - Vencedor d'una etapa a la Volta a Suècia
  - Vencedor d'una etapa a la Volta a Luxemburg
- 2000
  - Campió de Dinamarca de CRE (amb Jacob Piil i Nicolai Bo Larsen)

### Resultats al Tour de França
- 1987. 29è de la classificació general
- 1989. 41è de la classificació general
- 1990. Abandona (11a etapa)
- 1991. Abandona (12a etapa)
- 1992. 56è de la classificació general
- 1993. 53è de la classificació general. Vencedor d'una etapa
- 1994. 45è de la classificació general
- 1995. 49è de la classificació general
- 1996. 29è de la classificació general
- 1997. 82è de la classificació general
- 2000. Abandona (7a etapa)

### Resultats a la Volta a Espanya
- 1991. 28è de la classificació general. Vencedor de 2 etapes
- 1994. Abandona
- 1995. 48è de la classificació general. Vencedor d'una etapa

### Resultats al Giro d'Itàlia
- 1989. 14è de la classificació general. Vencedor d'una etapa